# 陳鼐 (清朝進士)
陳鼐（？—1872年），字作梅，號竹湄，江蘇溧陽人。晚清官員，進士出身。是曾國藩的重要幕僚之一。官至直隸清河道。

## 生平
陳鼐爲道光十九年（1839年）己亥科舉人。道光二十七年（1847年）考中丁未科二甲進士，選庶吉士。曾國藩認為陳鼐及同榜的李鴻章、郭嵩燾及帥遠燡“皆伟器”，私下將四人稱為“丁未四君子”。咸豐九年（1859年），在湖南、湖北辦理團練的曾國藩，延請陳鼐入其幕府，謀劃軍事。期間，陳鼐亦曾得到胡林翼賞識。
同治七年（1868年）曾國藩擔任直隸總督，次年即將陳鼐奏調至直隸，緝拿盜匪。後又保奏其擔任直隸清河道。大清河水流甚細，從保定到天津，容易斷流。前人曾設立水閘八重，蓄水以便利商運。但延時日久，積弊叢生。上游百姓築壩灌溉，導致淤塞嚴重，而下游河閘工人勒索過往商民，貪得無厭。陳鼐疏浚清河上游，禁止築壩，并從南方引進灌溉設施，親自教授百姓使用。又訂立八閘章程，立石嚴禁閘夫勒索。
同治十一年（1872年），陳鼐卒於任內。朝廷令其附祀保定曾國藩專祠。光緒《溧陽縣續志》有傳。

## 著作
著有《槎溪學易》、《求志集》等。